# 真珠腫性中耳炎
真珠腫性中耳炎（しんじゅしゅせいちゅうじえん, cholesteatoma）は、中耳炎を繰り返すうちに一部の上皮組織が球状に増殖して耳の周りの骨を破壊する病気のこと。
球状に増殖した上皮組織は真珠のように見える事から真珠腫と言う。腫瘍ではない。真珠腫は上皮が存在しないはずの鼓室内に、何らかの原因で上皮細胞が侵入して増殖したもの。先天性の真珠腫は、表皮芽が鼓室内に入り込んで増殖したもので、鼓膜とは直接の関係がない。後天性の真珠腫は、鼓膜の上皮が鼓室内に侵入したもので、鼓室内の減圧状態が続いたことが原因となるケースと、鼓膜に開いた穴が原因となるケースがあって、いずれも鼓膜と真珠腫がくっついている。

## 症状
血や膿の混じった耳ダレが出てくる。血の混じった耳ダレを血性耳漏（けっせいじろう）、膿の混じった耳ダレを膿性耳漏（のうせいじろう）と言う。また、真珠腫の拡大によって徐々に組織が破壊・圧迫されていくにつれ、難聴やめまい、顔面神経麻痺などを生じるようになる。

## 検査
- 頭部X線検査

真珠腫は骨を溶かす性質が強く、骨破壊が強く見られる。

## 治療
手術療法が唯一の根治療法である。術式としては、真珠腫を摘出した後、破壊された耳小骨を補う鼓室形成術が主に行われている。術式によっては脳神経外科医にコンサルタントないし共同手術となる事がある。

## 著名な罹患者
- コロッケ（ものまねタレント） - 中学2年の時に真珠腫性中耳炎のため右耳の聴力をほとんど失った。
- 西川かの子 - 3年に渡り両耳を3回手術し平癒した。
- 津田篤宏（お笑いコンビ・ダイアンのツッコミ担当） - 治療のため2024年3月に入院・手術を行った。